# Operación unitaria

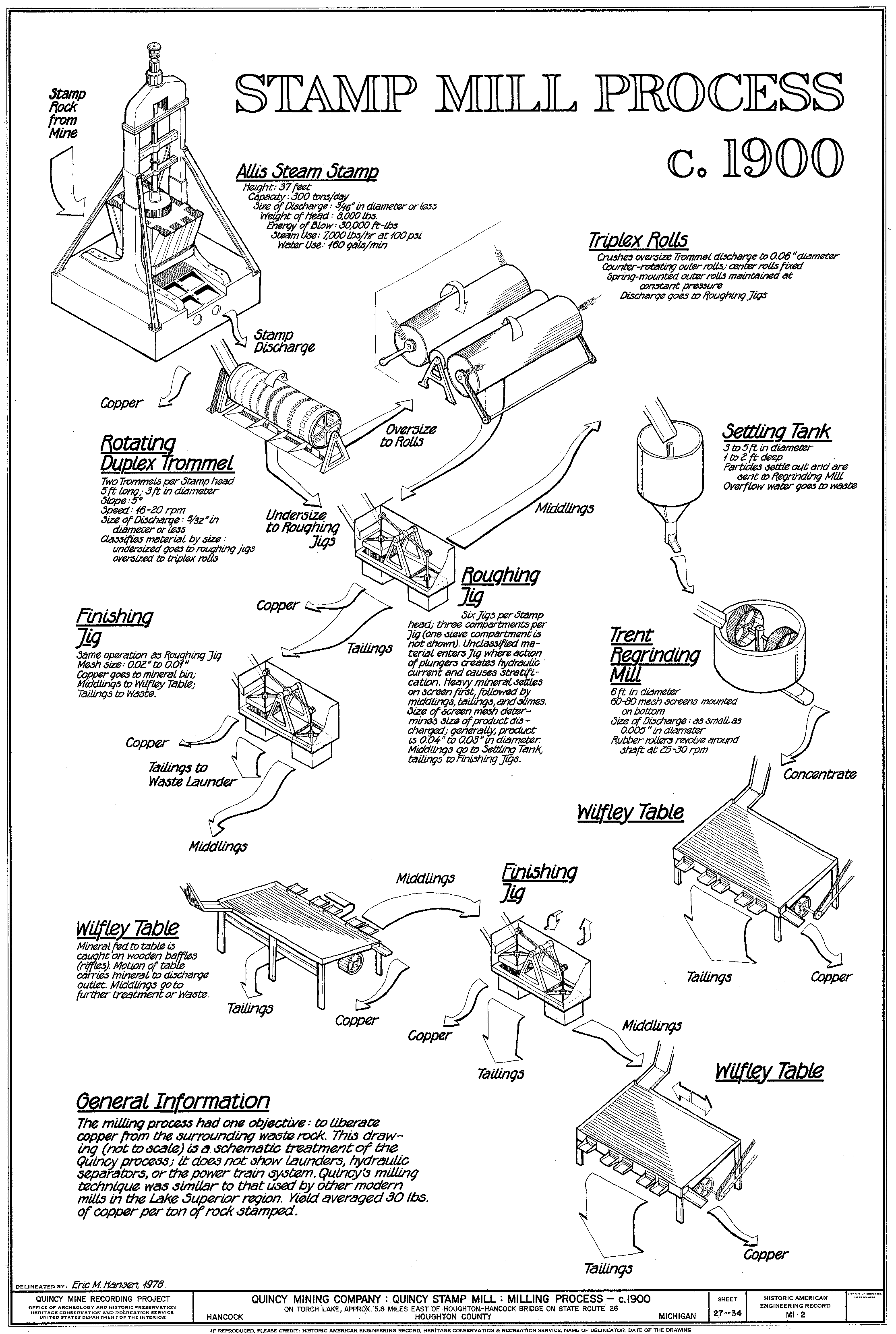
Un proceso de extracción de mineral dividido en sus operaciones unitarias constituyentes (Quincy Mine, Hancock, MI ca. 1900)

En ingeniería química y sus campos relacionados, una operación unitaria es un paso básico en un proceso. Las operaciones unitarias implican un cambio físico o transformación química, como separación, cristalización, evaporación, filtración, polimerización, isomerización y otras reacciones. Los cambios físicos se llevan a cabo para una variedad de propósitos, generalmente se llevan a cabo antes de someter los materiales a reacciones químicas para que las reacciones químicas ocurran sin problemas.
Por ejemplo, en el procesamiento de leche, la homogeneización, la pasteurización y el envasado son, cada una, operaciones unitarias que están conectadas para crear el proceso general. Un proceso puede requerir muchas operaciones unitarias para obtener el producto deseado a partir de los materiales de partida o materias primas. 

## Historia
Históricamente, las diferentes industrias químicas fueron consideradas como procesos industriales diferentes y con principios diferentes. Arthur Dehon Little propuso el concepto de "operaciones unitarias" para explicar los procesos de la química industrial en 1916. En 1923, William H. Walker , Warren K. Lewis y William H. McAdams escribieron el libro Los principios de la ingeniería química y explicaron que la variedad de industrias químicas tienen procesos que siguen las mismas leyes físicas. Ellos resumieron estos procesos similares en operaciones unitarias. Cada operación unitaria sigue las mismas leyes físicas y puede usarse en todas las industrias químicas relevantes. Por ejemplo, se requiere la misma ingeniería para diseñar un mezclador para napalm o papilla, incluso si el uso, el mercado o los fabricantes son muy diferentes. Las operaciones unitarias forman los principios fundamentales de la ingeniería química. 

## Ingeniería Química
En Ingeniería Química, las etapas en donde se producen cambios netamente físicos se conocen como operaciones unitarias y donde se produce una reacción química, procesos unitarios.  Las operaciones unitarias y los procesos unitarios constituyen los principios fundamentales de todo tipo de industrias químicas y son la base de los diseños de plantas químicas, fábricas y equipos utilizados. 

### Clasificación
Las operaciones unitarias pueden clasificarse en cinco clases: 
1. Procesos de flujo de fluidos, incluido el transporte de fluidos, la filtración y la fluidización de sólidos.
2. Procesos de transferencia de calor, incluyendo evaporación e intercambio de calor.
3. Procesos de transferencia de masa, incluyendo absorción de gases, destilación, extracción, adsorción y secado.
4. Procesos termodinámicos, incluyendo licuefacción de gases y refrigeración.
5. Procesos mecánicos, incluyendo transporte de sólidos, trituración y pulverización, y cribado y tamizado.

Las operaciones de la unidad de ingeniería química también se incluyen en las siguientes categorías que involucran elementos de más de una clase: 
- Combinación (mezcla)
- Separación (destilación, cristalización)
- Reacción (reacción química)

Además, hay algunas operaciones unitarias que combinan incluso estas categorías, como la destilación reactiva y los reactores de tanque agitado. Una operación unitaria "pura" es un proceso de transporte físico, mientras que un proceso químico/físico mixto requiere modelar tanto el transporte físico, como la difusión, y la reacción química. Esto suele ser necesario para diseñar reacciones catalíticas y se considera una disciplina separada, denominada ingeniería de la reacción química. 
Tomando en consideración la transferencia de masa, pueden clasificarse en:
- Difusionales: son todas aquellas en donde se establece un equilibrio dinámico entre fases, ya sea líquido-vapor, líquido-líquido o líquido-sólido. Incluyendo la destilación, evaporación, cristalización, secado, extracción líquido-líquido, extracción sólido-líquido, acondicionamiento de aire.
- No difusionales: son aquellas en donde no se establece un equilibrio entre fases. Incluyen el flujo de fluidos, molienda, tamizado, sedimentación, filtración, centrifugado y transporte de´sólidos.

### Modelización
En general, las operaciones unitarias se diseñan en función de los flujos de entrada para cada componente elemental (que puede ser infinitesimal) en forma de ecuaciones, y resolviendo las ecuaciones para los parámetros de diseño, luego seleccionando una solución óptima entre las varias posibilidades y luego diseñar el equipo físico. Por ejemplo, la destilación en una columna de placas se analiza anotando los balances de masa para cada placa, en donde el equilibrio y la eficiencia de vapor-líquido conocidos, las entradas y salidas comprenden los flujos de masa total, con un subflujo para cada componente. La combinación de una pila de estos da el sistema de ecuaciones para toda la columna. Existe una gama de soluciones, porque una mayor relación de reflujo permite menos placas y viceversa. El ingeniero debe encontrar la solución óptima con respecto al volumen aceptable de retención, la altura de la columna y el costo de construcción. 

## Relación con los procesos unitarios
A menudo, las operaciones unitarias deben llevarse a cabo antes de los procesos unitarios para dar la forma adecuada a los materiales para que reaccionen de manera óptima. Las operaciones unitarias a menudo son necesarias después que la reacción química finalice, siendo necesarias para separar el producto primario de los productos secundarios o terciarios. Todos los procesos de operación unitaria en los que se lleva a cabo una reacción química también se incluyen en los procesos unitarios. Por ejemplo, destilación reactiva, extracción reactiva, absorción reactiva, etc.